# Theodor Leipart

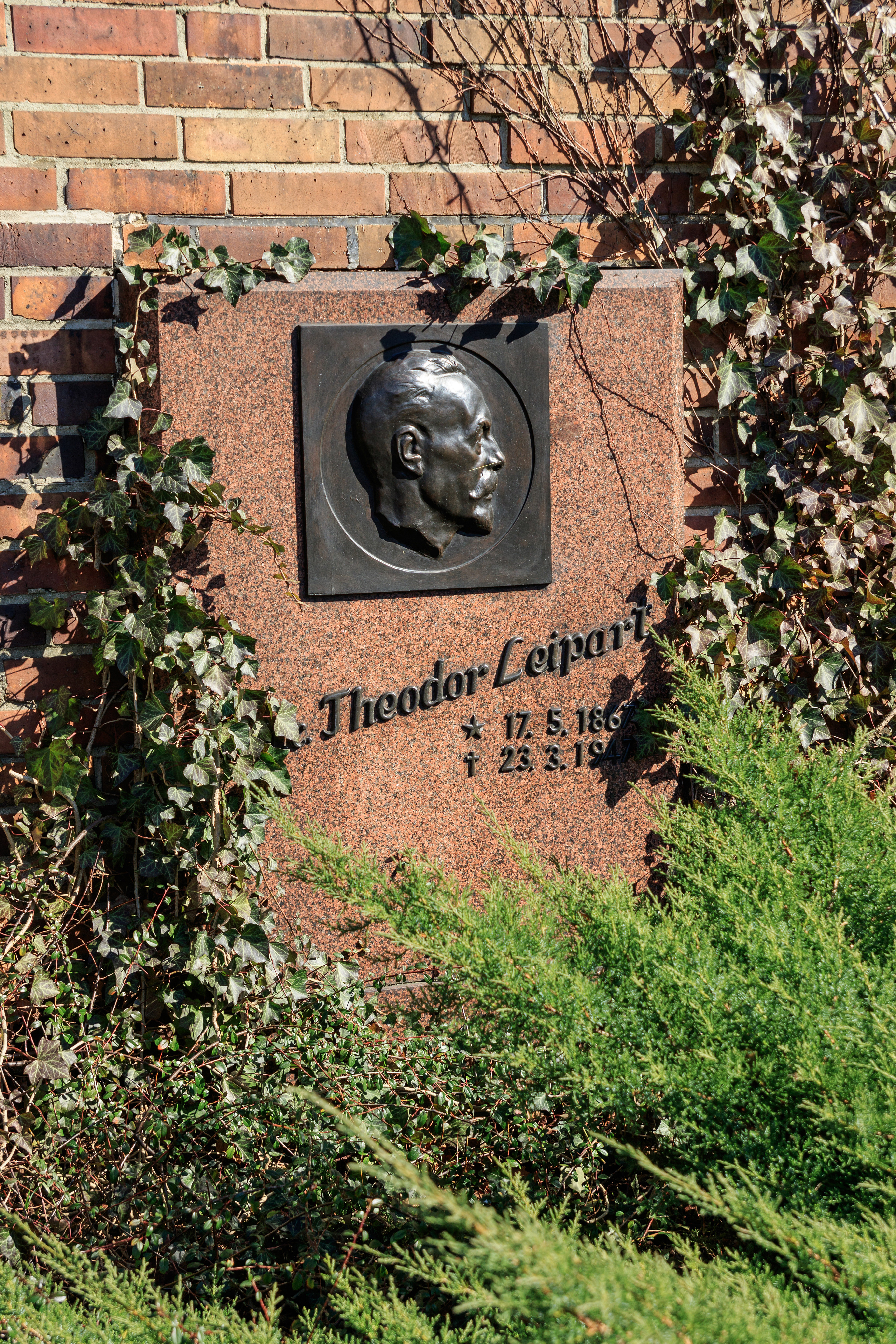

Theodor Leipart, född 17 maj 1867 i Neubrandenburg, död 23 mars 1947 i Berlin, var en tysk fackföreningsledare.
Leipart, vars far var damskräddare, var ursprungligen svarvare och blev 1893 ledare för träarbetarförbundet. 1919-20 var han arbetsminister i Württemberg. Leipart blev 1921 ledare för tyska landsorganisationen (Allgemeiner deutscher Gewerkschaftsbund) en post han av Hitlerregimen tvingades lämna 1933.